# Patricia Scotland
Patricia Janet Scotland, Baronesa Scotland de Asthal, PC (Dominica, 19 de agosto de 1955) é uma política e advogada do Partido Trabalhista britânico que atuou em cargos ministeriais dentro do governo do Reino Unido, principalmente como procurador-geral da Inglaterra e do País de Gales e advogado-geral da Irlanda do Norte . Na reunião dos Chefes de Governo da Commonwealth de 2015,  foi eleita a 6.ª Secretária Geral da Commonwealth of Nations e assumiu o cargo em 1 de abril de 2016, sendo assim a primeira mulher a ocupar o cargo. É dupla cidadã do Reino Unido e Dominica, onde nasceu.

## Origens e carreira
Scotland nasceu em Dominica, décima de 12 filhos de pais católicos romanos, a mãe dominicana e pai da Antígua. A família emigrou para Walthamstow quando ela tinha 2 anos, e onde frequentou a Escola Secundária Chapel End e a Escola Walthamstow para Raparigas.  Ingressou na Mid Essex Technical College, em Chelmsford, onde obteve o Bacharelado em Direito pela Universidade de Londres como estudante externa. Foi chamada para o tribunal de Middle Temple em 1977, especializada em direito familiar, e foi chamada para o tribunal dominicano em 1978.
Em 1991, Scotland foi a primeira mulher preta a ser nomeada como conselheira da rainha. Mais tarde, ela fundou as (agora fechadas) câmaras de advogados da 1 Gray's Inn Square. No início de 1997, foi eleita bancada do Middle Temple. Scotland foi nomeada Comissária do Milénio em 17 Fevereiro 1994 e membro da Comissão para a Igualdade Racial. Ela recebeu um título vitalício numa lista de colegas do Partido Trabalhista e foi nomeada a Baronesa Scotland de Asthal, Asthal, é no Condado de Oxfordshire, em 30 Outubro 1997.

## Política
De 1999 a 2001, a baronesa Scotland foi subsecretária de estado parlamentar no Ministério das Relações Externas e da Commonwealth, onde foi responsável, entre outros, pelas relações diplomáticas do governo do Reino Unido com a América do Norte, Caraíbas, Territórios Ultramarinos, Divisão Consular, British Council, administração e todos os assuntos parlamentares na Câmara dos Lordes. Scotland introduziu a lei do Tribunal Penal Internacional, que procurava ratificar a jurisdição do Tribunal Penal Internacional na lei do Reino Unido. Estabeleceu também o Pro Bono Lawyers Panel, um painel de advogados britânicos que prestava consultoria jurídica pro bono a cidadãos do Reino Unido detidos em países estrangeiros. Ela criou um Conselho de Territórios Ultramarinos para as Caraíbas e reformou e reestruturou a Divisão Consular do Ministério das Relações Externas e da Commonwealth afim de lidar de forma mais eficaz com emergências e desastres no exterior, como os ataques de 11 de setembro.
Scotland foi candidata, sem êxito, a um cargo de gabinete em 2003, quando o primeiro-ministro Blair considerou nomeá-la como líder da Câmara dos Lordes.

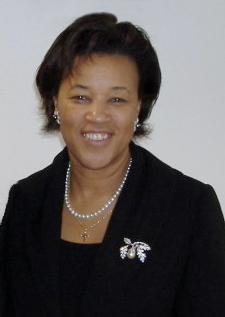
Baronesa Scotland em 2005

### Procurador Geral

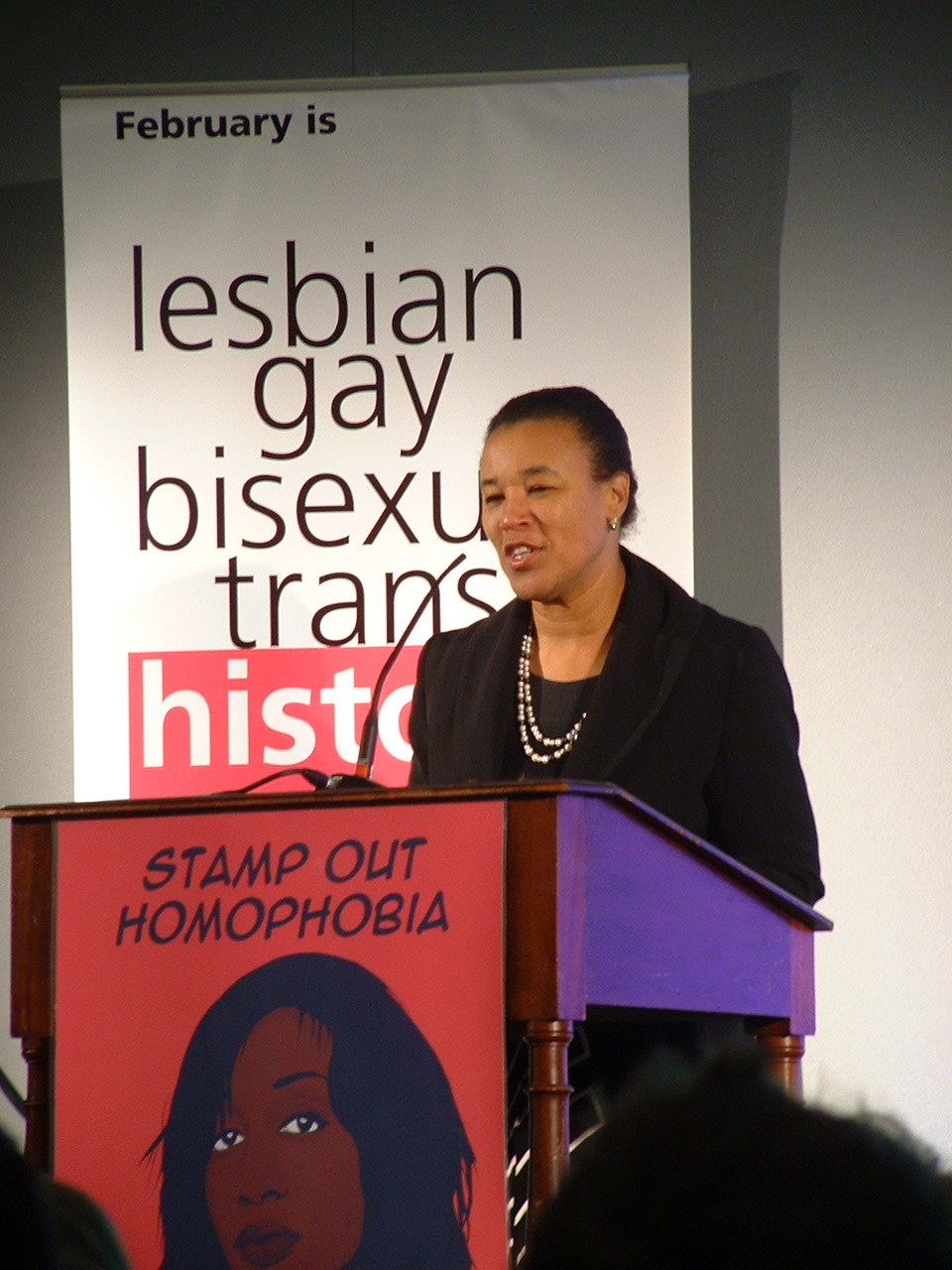
Patricia Scotland falando nos Tribunais Reais de Justiça antes do Mês da História LGBT (2007)

Em 28 Junho 2007, Scotland foi nomeada Procuradora Geral pelo então Primeiro Ministro Gordon Brown. Foi a primeira mulher a ocupar o cargo desde a sua fundação em 1315.

### Procurador-Geral da Oposição
Quando o Partido Trabalhista perdeu o governo em 11 Maio 2010, Scotland foi eleita como procurador-geral da oposição, apontada para esse cargo por Ed Miliband.
Em Novembro 2012, foi nomeada Primeiro Enviado de Comércio Ministerial para a África do Sul .

### Controvérsia sobre despesas
Em novembro de 2016, o blogger politico Guido Fawkes publicou trechos de documentos vazados, expondo os gastos extravagantes da ministra Scotland na redecoração do seu apartamento de graça e favor em Mayfair, Londres. Os custos incluíam 4.020 libras por um armário, 5.000 libras para uma nova unidade de toucador, papel de parede a um custo de 10.500 libras, 5.000 libras na reforma de um cofre e uma porta estilo Trompe-l'œil por 4.000 libras.

## Prémios e reconhecimentos
Scotland recebeu um diploma honorário da Universidade de East London em 2005. Foi classificada como a britânica negra mais influente no " Powerlist " anual, tendo sido classificada em primeiro lugar em 2010 e em 2007 e 2008, quando a lista tinha classificações masculinas / femininas separadas.
In 2015, she was listed as one of BBC's 100 Women.

## Vida pessoal
Scotland reside em Londres e Asthal, onde ela e o marido, também advogado, moram com os dois filhos.